# Montfiquet
Montfiquet è un comune francese di 88 abitanti situato nel dipartimento del Calvados nella regione della Normandia.

## Società

### Evoluzione demografica
Abitanti censiti